# Schistidium perplexum
Schistidium perplexum là một loài Rêu trong họ Grimmiaceae. Loài này được (Thér.) Ochyra mô tả khoa học đầu tiên năm 1998.